# Białka (gmina Łukta)
Białka (niem. Gehlfeld) – osada leśna śródleśna w Polsce, położona w województwie warmińsko-mazurskim, w powiecie ostródzkim, w gminie Łukta.
W latach 1975–1998 miejscowość należała administracyjnie do województwa olsztyńskiego.